# 데이비드 웍스
데이비드 웍스(David Wachs, 1980년 7월 25일 ~ )는 미국의 배우, 텔레비전 배우이다.
팜데저트에서 태어났다.

## 영화
- 데스 라이드 (2016년) - 폴 역
- 더 라스트 후라 (2009년)